# Calhoun (Tennessee)
Calhoun és una població dels Estats Units a l'estat de Tennessee. Segons el cens del 2000 tenia 496 habitants.

## Demografia
Segons el cens del 2000, Calhoun tenia 496 habitants, 205 habitatges, i 148 famílies. La densitat de població era de 187,8 habitants/km².
Dels 205 habitatges en un 28,3% hi vivien nens de menys de 18 anys, en un 60% hi vivien parelles casades, en un 7,8% dones solteres, i en un 27,8% no eren unitats familiars. En el 25,9% dels habitatges hi vivien persones soles el 10,7% de les quals corresponia a persones de 65 anys o més que vivien soles. El nombre mitjà de persones vivint en cada habitatge era de 2,42 i el nombre mitjà de persones que vivien en cada família era de 2,86.
Per edats la població es repartia de la següent manera: un 22,6% tenia menys de 18 anys, un 6% entre 18 i 24, un 25,2% entre 25 i 44, un 29,2% de 45 a 60 i un 16,9% 65 anys o més.
L'edat mediana era de 41 anys. Per cada 100 dones de 18 o més anys hi havia 93,9 homes.
La renda mediana per habitatge era de 38.438 $ i la renda mediana per família de 44.688 $. Els homes tenien una renda mediana de 36.563 $ mentre que les dones 20.333 $. La renda per capita de la població era de 19.984 $. Entorn del 5,3% de les famílies i el 10,2% de la població estaven per davall del llindar de pobresa.

## Poblacions més properes
El següent diagrama mostra les poblacions més properes.